# Ithobaal III
Ithobaal III fut roi de Tyr de 591 à 573 av. J-C.
Ithobaal III est le roi contemporain de la chute de Jérusalem mentionné par le prophète Ézéchiel. Sous son règne, une partie de la Palestine (notamment le royaume de Juda) se révolte contre l'Assyrie. Après la défaite du Juda, en 583 av. J-C, Tyr sera assiégée 13 ans par Nabuchodonosor II.
Il est possible que Tyr n'ait pas fait partie de la révolte de 586 av. J-C dès le début. Les traces (pas encore certaines) d'une intervention de la flotte égyptiennes devant sa ville pourrait laisser croire qu'il y a été plus ou moins contraints par l'Égypte.